# Cephalochrysa australis
Cephalochrysa australis är en tvåvingeart som först beskrevs av Jacques-Marie-Frangile Bigot 1859.  Cephalochrysa australis ingår i släktet Cephalochrysa och familjen vapenflugor.
Artens utbredningsområde är Madagaskar. Inga underarter finns listade i Catalogue of Life.